# آبراهام لینکلن (فیلم ۱۹۳۰)
آبراهام لینکولن (به انگلیسی: Abraham Lincoln) فیلمی زندگینامه‌ای در مورد آبراهام لینکلن به کارگردانی دیوید وارک گریفیث است که در سال ۱۹۳۰ منتشر شد.

## بازیگران
- والتر هیوستون
- لوسیل لا لاورن
- یونا مرکل
- هلن ویر
- موریس بلک
- هَنک بل
- رابرت براور
- فرانک کامپائو